# Diplocephalus culminicola
Diplocephalus culminicola är en spindelart som beskrevs av Simon 1884. Diplocephalus culminicola ingår i släktet Diplocephalus och familjen täckvävarspindlar.
Artens utbredningsområde är Frankrike. Inga underarter finns listade i Catalogue of Life.